# Hubert Kiecol
Hubert Kiecol (* 26. Oktober 1950 in Bremen-Blumenthal) ist ein deutscher Künstler. Er hatte eine Professur an der Staatlichen Kunstakademie Düsseldorf.

## Biografie
Lehre als Schriftsetzer und Arbeit als Geselle; ab 1971 Werkkunstschule Hamburg, bei Gisela Bührmann; ab 1975 Hochschule für bildende Künste Hamburg bei Hans Thiemann, Kai Sudeck, Gotthard Graubner, Sigmar Polke, Ulrich Rückriem. Kreta- und Ägypten-Reisen.
Von dem anfänglich bevorzugten Material Beton bis zum späteren Gegenteil dieser Verdichtung, der Leichtigkeit und Helligkeit der Glashäuser und -fenster, werden alle Arbeiten von Hubert Kiecol von einem eigenen Klang begleitet: Skulptur ist nicht etwas, das einer Situation, einen Raum oder einem Motiv hinzugefügt wird, sondern Skulptur ist eine Haltung; diese spricht sich in der Materialgerechtigkeit und Perfektion des Machens aus, das ohne Rest in die Struktur der Skulptur eingehen muss. „Die andere Seite der Alltäglichkeit“ war immer der Anlass für diesen Weg, der begleitet wurde von Arbeiten auf Papier und Drucken, z. T. im großen Format.
Die Arbeit von Hubert Kiecol ist nur als Weg zu sehen. Als Abfolge von Reaktionen auf eine jeweils vorhergehende Arbeit. Klarheit und Selbstverständlichkeit zeichnen die Skulpturen aus. Dieses wird durch Reduktion und die entstehende Verdichtung einfacher Formen erreicht.
1984 erhielt er ein Mies-van-der-Rohe-Stipendium und 1985 ein Annemarie- und Will Grohmann-Stipendium. 1991 wurde er mit dem Will-Grohmann-Preis der Akademie der Künste Berlin ausgezeichnet. Er wurde 1993 als Professor an die Kunstakademie Düsseldorf berufen. 2000 erhielt er den Wolfgang-Hahn-Preis für Gegenwartskunst der Gesellschaft für Moderne Kunst am Museum Ludwig in Köln.

## Ausstellungen (Auswahl)
- 1981: Gegen-Bilder, Badischer Kunstverein, Karlsruhe
- 1982: Kölner Herbstsalon 1982, Josef-Haubrich-Kunsthalle, Köln
- 1984: von hier aus, Düsseldorf
- 1985: Museum Haus Esters, Krefeld; 1945–1985. Kunst in der Bundesrepublik Deutschland Nationalgalerie, Berlin
- 1986: Europa/America, Museum Ludwig, Köln
- 1987: Skulptur Projekte in Münster 1987
- 1988: Städtisches Kunstmuseum Bonn; New Prints from Germany, Saint Louis Art Museum, Saint Louis; La raó revisada, Centre Cultural de la Fundació Caixa de Pensions, Barcelona / Madrid
- 1989: Art from Köln, Tate Gallery, Liverpool; Asher/Faure Gallery, Los Angeles; Palermo/Kiecol – Druckgraphik, Kaiser-Wilhelm-Museum, Krefeld
- 1990: Villa Arson, Nizza; Luhring Augustine Gallery, New York
- 1991: Kunsthalle Nürnberg
- 1992: Like nothing else in Tennessee, Serpentine Gallery, London
- 1995: Jedes Haus ein Kunsthaus, Museum für Gestaltung, Zürich
- 1996: Sammlung Speck, Museum Ludwig, Köln; The Panza di Biumo collection, Museo di arte moderna e contemporanea di Trento e Rovereto
- 1997: Paradies, Fonds regional d’art contemporain de Picardie, Amiens; Sammlung Speck, Kunsthalle Wien
- 1998: Staatliche Kunsthalle Karlsruhe
- 1999: Ahab, Hamburger Kunsthalle
- 2000: Stedelijk Museum, Amsterdam; Museum Ludwig, Köln
- 2001: Vom Eindruck zum Ausdruck, Grässlin Collection, Deichtorhallen, Hamburg
- 2002: Achtundzwanzig Weißaufschwarzdrucke, Hamburger Kunsthalle; Museum Küppersmühle, Sammlung Grothe, Duisburg
- 2003: The Panza Collection, Villa Menafoglio Litta Panza, Varese;
- 2004: Two and One, Printmaking in Germany 1945 – 1990; Davis Museum and Cultural Center, Massachusetts
- 2006: Hubert Kiecol Arbeiten auf Papier, Neues Museum, Staatliches Museum für Kunst und Design, Nürnberg; Faster! Bigger! Better!, ZKM Museum für Neue Kunst, Karlsruhe
- 2009: Separee public, Stiftung Saarländischer Kulturbesitz, Saarlandmuseum Saarbrücken, 16. Mai bis 16. August 2009
- 2016: Hubert Kiecol. WeissGlasSchwarzRot, Josef Albers Museum. Quadrat Bottrop

## Sammlungen

### Belgien
- Museum van Hedendaagse Kunst, Antwerpen

### Deutschland
- Auswärtiges Amt, Berlin
- Badische Landesbibliothek, Karlsruhe
- Bundeskunstsammlung, Bonn
- Gesellschaft für Moderne Kunst am Museum Ludwig, Köln
- Hamburger Bahnhof, Museum für Gegenwart, Berlin
- Hamburger Kunsthalle, Hamburg
- Kunstmuseen Krefeld
- Kunstmuseum Bonn
- Museum Abteiberg, Mönchengladbach
- Museum Ludwig, Köln
- Nationalgalerie, Staatliche Museen Preußischer Kulturbesitz, Berlin
- Neues Museum, Staatliches Museum für Kunst und Design, Nürnberg
- Saarlandmuseum, Saarbrücken
- Sammlung Brandhorst, München
- Sammlung Falckenberg, Hamburg
- Sammlung Grässlin, St. Georgen
- Sammlung Onnasch, Berlin
- Sammlung Stoffel, München
- Sprengel Museum, Hannover
- Staatliche Kunsthalle Karlsruhe
- Staatsgalerie Stuttgart
- Stadt Ingolstadt
- Städtische Galerie Wolfsburg
- Zentrum für Kunst und Medientechnologie (ZKM), Karlsruhe

### Frankreich
- Fonds National d´art contemporain, La Défense, Paris
- Fonds regional d´art contemporain de picardie, Amiens
- Villa Arson, Nizza

### Italien
- Collection Panza di Biumo, Varese

### Österreich
- Kunsthaus Bregenz, Bregenz

### Schweiz
- Museo Cantonale d'Arte Lugano, Lugano

### Spanien
- Fundació Miro, Barcelona

### USA
- Busch-Reisinger Museum
- Davis Museum and Cultural Center, Wellesley College, Wellesley, Massachusetts
- The Estée Lauder Companies Inc., New York
- Harvard University Art Museum, Cambridge, Massachusetts
- Saint Louis Art Museum, Missouri

## Öffentlicher Raum
- Die hohe Treppe, 1991, Beton, Badische Landesbibliothek (Vorplatz, Skulpturengarten) in Karlsruhe